# El Far (Riudarenes)
El Far és una muntanya de 583 msnm entre els municipis de Riudarenes i de Santa Coloma de Farners a la Selva. Al cim hi ha un vèrtex geodèsic (referència 300104001), i les restes de la torre del Far, antiga torre alimara, que dona nom a la muntanya.